# فيليب إس. يو
فيليب إس. يو (بالإنجليزية: Philip S. Yu)‏ هو عالم حاسوب أمريكي، ولد في عقد 1950.